# (10326) Kuragano
(10326) Kuragano est un astéroïde de la ceinture principale.

## Description
(10326) Kuragano est un astéroïde de la ceinture principale. Il fut découvert le 21 novembre 1990 à Kitami par Kin Endate et Kazuro Watanabe. Il présente une orbite caractérisée par un demi-grand axe de 2,39 UA, une excentricité de 0,18 et une inclinaison de 2,7° par rapport à l'écliptique.

## Compléments